# Windhoek-West
Windhoek-West ist ein Stadtteil von Windhoek, Namibia und liegt im Westen der Innenstadt Windhoek-Central. In Windhoek-West befindet sich unter anderem auch die Namibia University of Science and Technology.
Der gleichnamige Wahlkreis Windhoek-West umfasst außerdem alle Stadtteile im Südwesten des Stadtgebietes sowie Gebiete außerhalb des Stadtgebietes in der Region Khomas.